# 里贝朗博尼图
里贝朗博尼图是巴西圣保罗州的一个市镇。总面积471.498平方公里，总人口11857人，人口密度25.1人/平方公里。